# 小沢馨
小沢 馨（おざわ かおる、1930年10月20日 - 2016年9月28日）は岡山県出身の元プロ野球選手、元高校野球監督。

## 来歴・人物
岡山県立倉敷工業高等学校で、1949年の第31回全国高等学校野球選手権大会に投手として出場し、ベスト4を記録した。大阪タイガースの入団テストを受け、合格しタイガースに入団。倉敷工業でバッテリーを組んでいた藤沢新六もタイガースに入団した。しかし、一軍に呼ばれることはなく、1950年オフに僅か一年で退団。日鉄鉱業二瀬鉱業所に移籍した。このとき藤沢も同じく日鉄二瀬に移籍した。
その後、母校倉敷工業の野球部監督に就任し、1957年の選抜高等学校野球大会に春初出場、ベスト4を記録した。以後、1975年に監督を引退するまでに、春の甲子園9回（1957年・1958年・1959年・1964年・1967年・1968年・1972年・1974年・1975年）、夏の甲子園5回（1959年・1961年・1962年・1967年・1968年）の計14回甲子園に出場した。ただ、全国の壁は厚くベスト4(3回)が最高の成績であった。甲子園での17勝は、岡山県の高等学校を率いた監督としては、2014年現在最多である。
監督時の教え子に、室山皓之助（元阪神）・三宅博（元阪神）・小橋優（元国鉄）・杉本喜久雄（元広島）・槌田誠（元巨人 - ヤクルト）・鎌田豊（元広島）・杉本郁久雄（元阪神）・秋山重雄（元近鉄）・菱川章（元中日 - 日拓）・兼光保明（元近鉄）がいる。
2016年、死去。

## 詳細情報

### 年度別投手成績
- 一軍公式戦出場なし

### 背番号
- 34（1950年）

## 甲子園での監督成績
- 春：出場9回・10勝9敗
- 夏：出場5回・7勝5敗
- 通算：出場14回・17勝14敗 勝率.548 （勝利数歴代38位タイ、2014年現在）[2]